# Damarchus assamensis
Damarchus assamensis is een spinnensoort in de taxonomische indeling van de bruine klapdeurspinnen (Nemesiidae).
Damarchus assamensis werd in 1909 beschreven door Hirst.